# Bahnhof Fehring
Der Bahnhof Fehring ist ein Eisenbahnknoten und Traktionsstandort der ÖBB in der Oststeiermark in der Stadt Fehring. Er verbindet die von Ungarn nach Graz führende steirische Ostbahn mit der nach Friedberg führenden Thermenbahn.

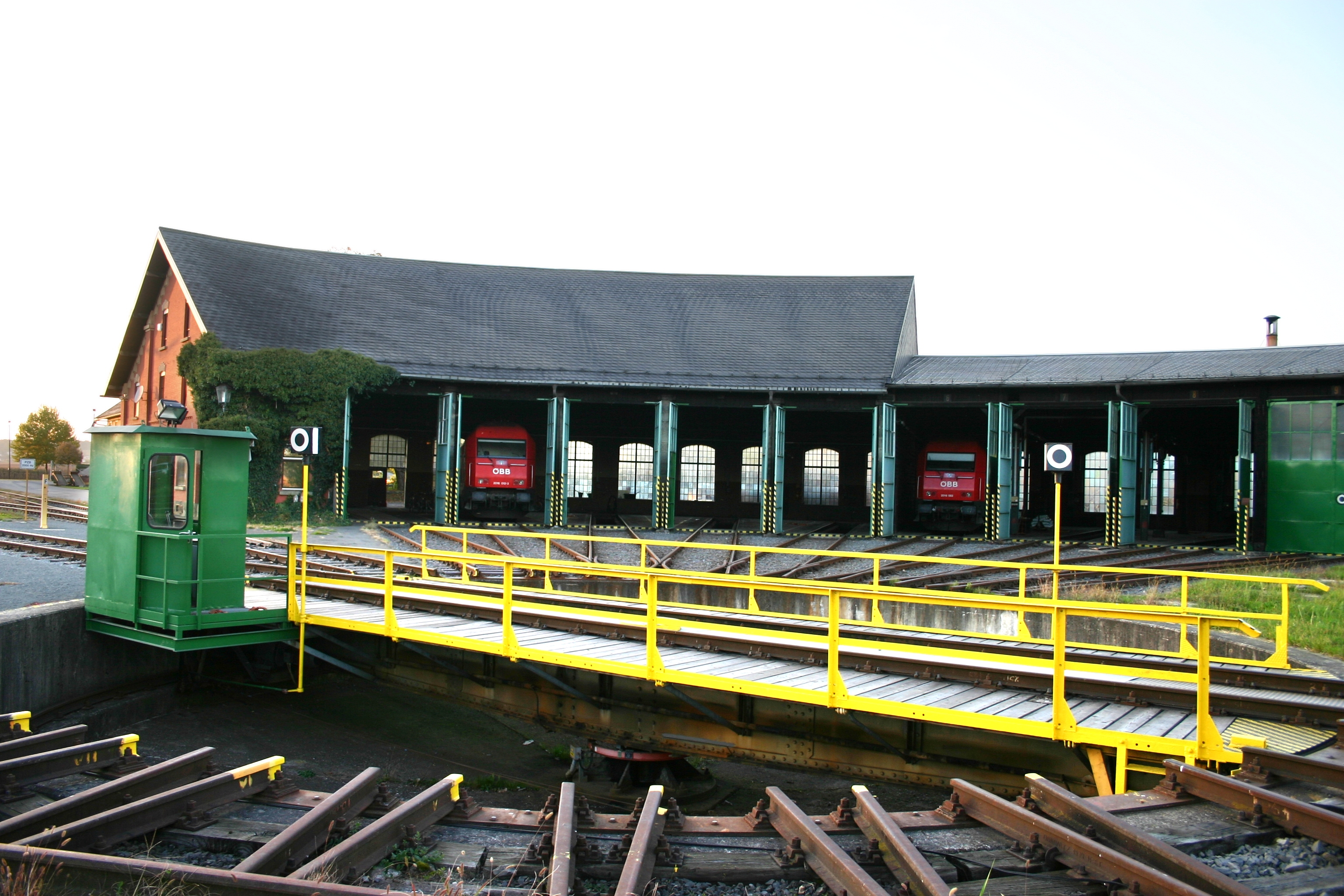
Rundlokschuppen mit Lokomotivdrehscheibe

## Anlagen

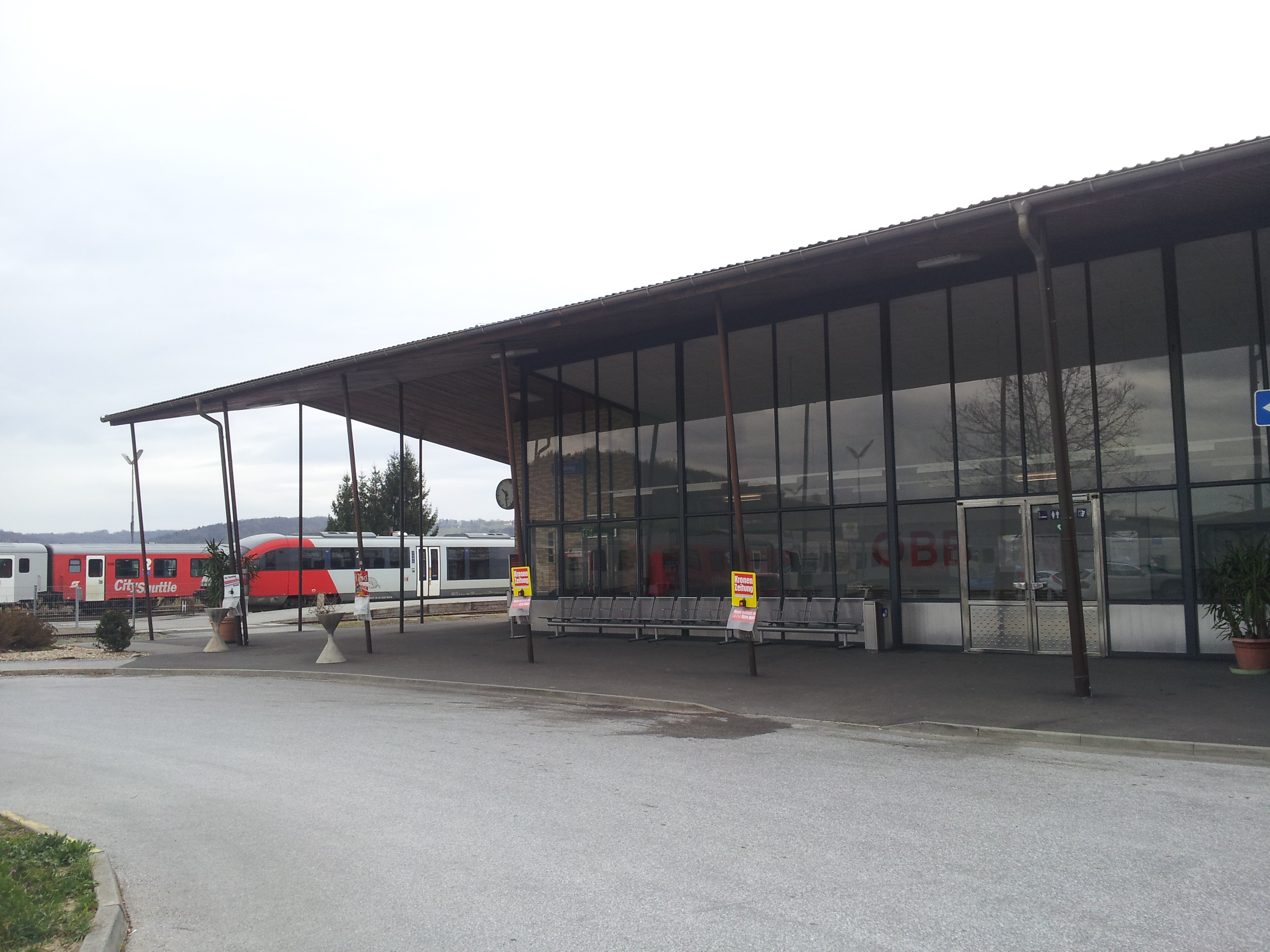
Eine straßenseitige Glasfront prägt das Aufnahmsgebäude

Historische Ansicht des Bahnhofes (um 1900)

Der Bahnhof ist mit fünf Hauptgleisen, davon drei mit Bahnsteig, und 9 Abstellgleisen, davon 6 mit Prellbock, ausgestattet. In Fehring befinden sich ein denkmalgeschützter Rundlokschuppen (Listeneintrag) mit einer Drehscheibe und einer Werkstatt. Das Bahnhofsrestaurant und der Fahrkartenverkaufsstand sind bereits geschlossen. Fahrkarten können jedoch bei einem Fahrkartenautomaten im Warteraum, welcher zahlreiche Sitzplätze bietet, erworben werden. Der Bahnhof ist rund um die Uhr besetzt.

### Stellwerk
Vom Bahnhof Fehring aus wird der Bahnhof Jennersdorf ferngestellt. Richtung Graz ist der Nachbarbahnhof Feldbach ebenfalls mit einem Fahrdienstleiter besetzt. Richtung Wiener Neustadt wird die gesamte Strecke bis zum Bahnhof Aspang (ausschließlich) vom Friedberg ferngestellt.

## Personenverkehr

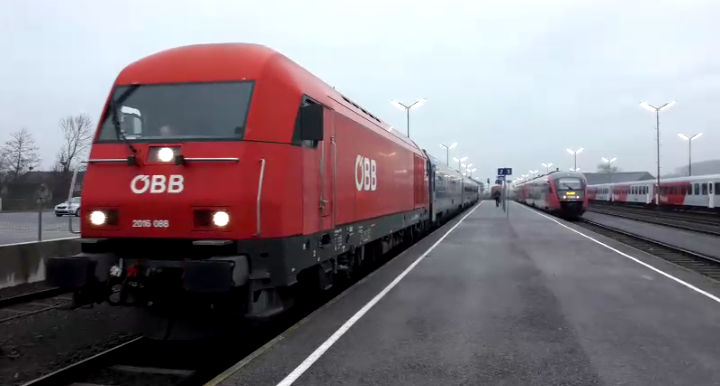
Der morgendliche REX 317 beim Halt im Bahnhof Fehring

Der Bahnhof ist Ausgangs- sowie Endpunkt für Regionalexpresszüge und der S-Bahn-Linie S3 der S-Bahn Steiermark. Im Bahnhof Fehring hält ebenso der täglich verkehrende IC 317/318 „Raaba“ Graz Hauptbahnhof – Budapest Keleti pályaudvar, der jedoch im österreichischen Abschnitt als Regionalexpress verkehrt. Weiters gehen vom Bahnhof Fehring Regionalzüge nach Wiener Neustadt Hauptbahnhof und Wien Hauptbahnhof aus und ein. Nachts werden die meisten der Zuggarnituren in Fehring ab- und morgens wieder bereitgestellt.
| Linie                       | Streckenverlauf | Takt (min)               | Anmerkung                                                 |
| --------------------------- | --- | ------------------------ | --------------------------------------------------------- |
| Regional-Express#Österreich | Graz Hauptbahnhof – Graz Ostbahnhof-Messe – Gleisdorf – Feldbach – Fehring – Jennersdorf – Szentgotthárd – Szombathely – Győr – Budapest-Keleti | ein Zugpaar pro Tag      | wird in Ungarn als IC 317/318 geführt                     |
| Regional-Express#Österreich | Fehring – Feldbach – Gleisdorf – Raaba – Graz Hauptbahnhof                                                                                      | morgens bzw. nachmittags | Züge am Morgen nach Graz, Züge am Nachmittag nach Fehring |
| Regionalzug                 | Fehring – Fürstenfeld – Hartberg – Friedberg – Wr. Neustadt Hauptbahnhof                                                                        | ~120                     |                                                           |
| R 530                       | Fehring – Hohenbrugg – Jennersdorf – Mogersdorf – Szentgotthárd                                                                                 | ~120                     | zur HVZ alle 60 Minuten                                   |
| S-Bahn Steiermark           | Fehring – Feldbach – Gleisdorf – Laßnitzhöhe – Raaba – Graz Hauptbahnhof                                                                        | ~60                      | morgens wird ein Zug bis Bruck/Mur verlängert             |

Vom Bahnhofsvorplatz fahren außerdem einige Buslinien ab:
| Linie | Streckenverlauf |
| ----- | --- |
| 407   | Haselbach b. Fehring – Stambach – Magland – Oberlamm – Unterlamm – Lammerberg – Wiesenberg – Brunn b. Fehring – Fehring |
| 407   | Fehring – Brunn b. Fehring – Johnsdorf (– Brunn b. Fehring – Wiesenberg – Lammerberg – Oberlamm – Unterlamm) – Fehring |
| 407   | Feldbach – Raabau – Schützing – Lödersdorf – Johnsdorf – Brunn b. Fehring – Fehring |
| 409   | St. Anna am Aigen – Jamm – Kölldorf – Kapfenstein – Gutendorf b. Feldbach – Petersdorf – Fehring – Schiefer b. Fehring – Fehring |
| 409   | Fehring – Petzelsdorf – Haselbach b. Fehring – Mahrensdorf – Kapfenstein – Kölldorf – Neustift b. Kapfenstein – Jamm – Waltra – Egg am Aigen – St. Anna am Aigen – Risola – Klapping – Plesch – Gießelsdorf – Frutten – Größing b. Radkersburg – Pichla b. Radkersburg – Tieschen – Jörgen – Hürth – Klöchberg – Klöch – Halbenrain – Bad Radkersburg |
| 488   | Fürstenfeld – Übersbach b. Fürstenfeld – Rittschein – Habegg b. Fehring – Hatzendorf – Brunn b. Fehring – Fehring – Höflach b. Fehring – Pertlstein – Leitersdorf im Raabtal – Mühldorf b. Feldbach – Feldbach |
| 488   | (Feldbach – Mühldorf b. Fehring – Leitersdorf im Raabtal – Pertlstein – Höflach b. Fehring –) Fehring – Brunn b. Fehring – Weinberg/Raab – Hohenbrugg/Raab – Jennersdorf |

## Güterverkehr
Den Bahnhof Fehring passieren täglich einige Güterzüge. Die meisten davon müssen halten, da sie entweder überprüft werden oder ein Lokführerwechsel bzw. eine Zugkreuzung stattfindet. Sie befördern vor allem Frachten zwischen Ungarn und dem Großraum Graz. Dreimal wöchentlich verkehrt ein Bedienungszugpaar von Fehring nach  Fürstenfeld und zurück, welches vor allem Draht, Schrott sowie Stahl und Holz aus den Industriegebieten in Fürstenfeld holt und anschließend in Fehring abstellt. Diese Wagen werden um 17:00 Uhr in einen nach Graz Vbhf. fahrenden Güterzug eingereiht.
Ein weiteres Bedienungszugpaar verkehrt von Fehring nach Feldbach, um dort vor allem die vielen Schotterwagen beizustellen und abzuziehen.
In Fehring werden viele Lokomotiven, welche kurzzeitig nicht benötigt werden im Bereich des Rundlokschuppens abgestellt. Darunter auch Diesellokomotiven der Reihe 2016 der  Steiermärkischen Landesbahnen, welche einem nur werktags verkehrenden, privaten Güterzug auf dem Weg nach Wien über den Söchauer Berg helfen und anschließend als Lokzug wieder zurückkehren. Seit der letzten Vertragsänderung ist der Zug nur noch in unregelmäßigen Abständen unterwegs.

## Umbau 2018
Ab Juni 2018 wurde der Bahnhof in drei Etappen modernisiert. Das ehemalige Durchfahrtgleis, welches zur Zeit durch den Mittelbahnsteig in zwei Stutzgleise geteilt ist, wurde wieder durchgezogen werden und der neue durch eine Unterführung erreichbare Mittelbahnsteig anstelle eines anderen Gleises entstehen. Der seit langem aufgelassene Hausbahnsteig (Bahnsteig 1) wurde wieder eröffnet werden. Es wurden nur die ersten vier Gleise des Bahnhofs durch neue ersetzt. Die Abstell- und Traktionsbereiche bleiben gleich. Der barrierefreie Bahnhof Fehring sollte bis Mitte 2021 fertiggestellt sein, Ende September 2022 wurde er fertiggestellt.